# Трайон, Дуайт Уиллиам

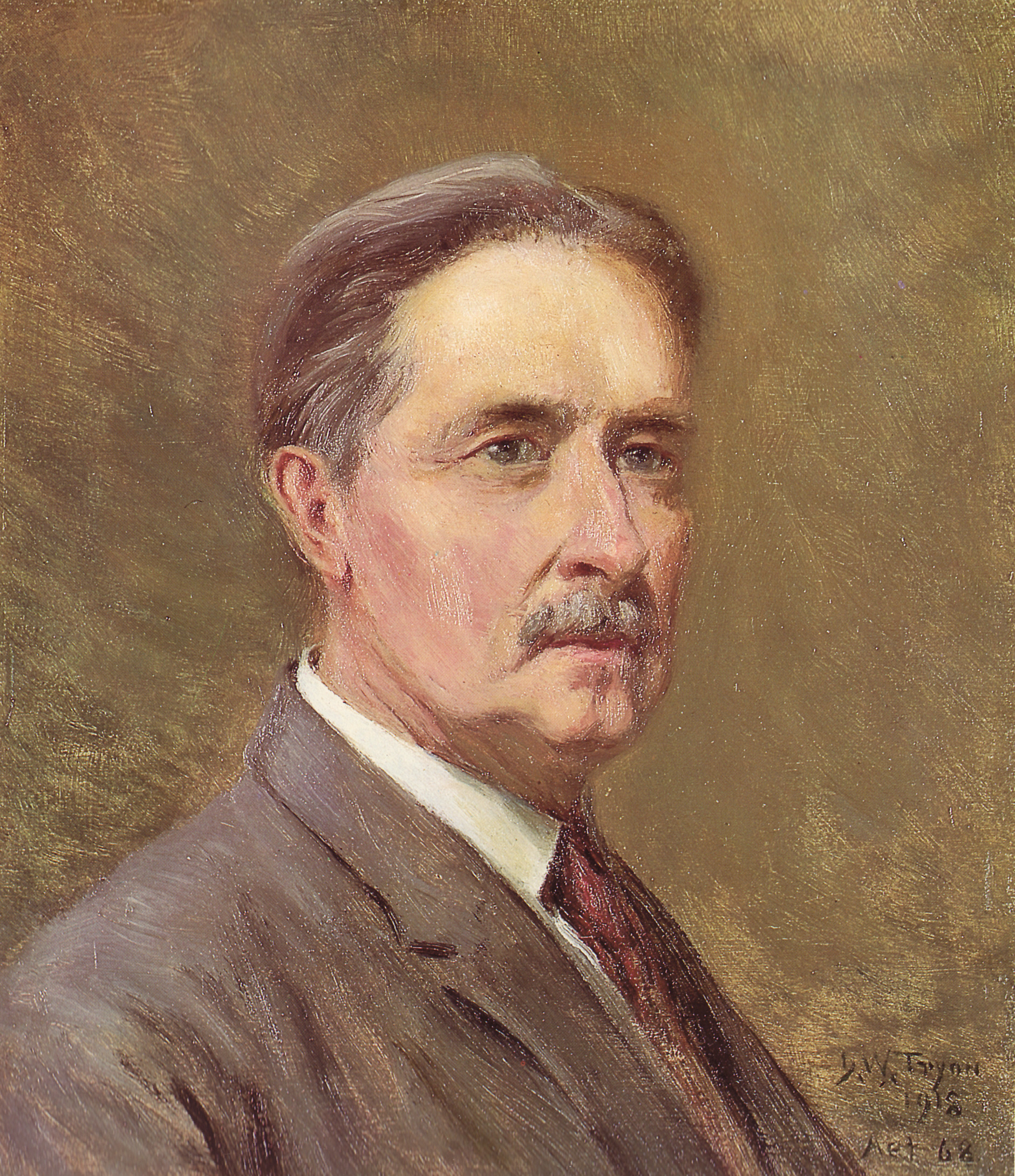
Автопортрет, 1918 год

Дуайт Уиллиам Трайон (англ. Dwight William Tryon; 1849—1925) — американский художник-пейзажист и педагог, является одним из самых известных  художников за его пейзажи, написанные в стиле тонализм.

## Биография
Родился 13 августа 1849 года в городе Хартфорд, штат Коннектикут, в семье Энсона Трайона и Делии О. Робертс. Когда Дуайт достиг четырёх лет, его отец был случайно убит в уличной перестрелке; мальчик воспитывался матерью на ферме его дедушки в местечке East Hartford. Его интерес к искусству развился естественным путем — Трайон устроился на работу в большой книжный магазин в Хартфорде книжный магазин и читал литературу о живописи, находящуюся в магазине. В свободное время начал зарисовывать окрестности города.
Свою первую работу продал в 1870 году. Первоначально выставлялся и продавал свои работы в Хартфорде, в 1873 году получил успех на выставке в Национальной академии дизайна. Его первые работы были похожи на картины представителей Барбизонской школы. Вероятно на его творчество повлияли труды Джорджа Иннесса и Александра Вайента. В этот период своего творчества он женился на Алисе Хепзибе Белден, с которой познакомился в магазине.
В 1876 году художник решил повысить свой художественный уровень путём изучения творчества других художников. Заработав на продаже своих картин с аукционов, с помощью благотворителя, ездил во Францию со своей женой. Поступил в ателье Луи де ля Шеврёза, брал уроки в Школе изящных искусств. Получил важные советы от Шарля-Франсуа Добиньи, Анри Жозефа Арпиньи и Антуана Гийеме. На это время пришелся расцвет импрессионизма во Франции, с которым познакомился Трайон.
Во время пребывания в Европе со своей женой, встретился с американским художником Эбботом Тайером и его женой, они подружились. В 1881 году Трайон вернулся в США и поселился в Нью-Йорке, где писал пейзажи и преподавал. В Нью-Йорке познакомился и подружился с художниками Томасом Дьюингом и Робертом Суэйном Гиффордом. Он стал одним из первых членов Общества американских художников и продолжал выставлять свои картины в Национальной академии дизайна. Также стал членом Американского общества акварелистов и Национального института искусств и литературы (в настоящее время — Американская академия искусств и литературы). По совету Гиффорда Трион и его жена построили летний дом в городе Дартмаус, штат Массачусетс, в 1887 году. Каждую зиму он продолжал проводить в Нью-Йорке, остальную часть времени находясь в Дартмаусе, где наслаждался эстетикой окружающего мира и занимался любимым развлечением — рыбной ловлей.
В конце 1880-х годов художник все также продолжал писать пейзажи, выставлял свои работы в Пенсильванской академии изящных искусств и в галерее Montross в Нью-Йорке. Его покровителем стал промышленник из Детройта Чарльз Фрир, купивший для себя первую картину Трайона в 1889 году. Затем он приобрёл очень много работ художника, включая его лучшие произведения, которые собирал в своём детройтском доме. Фрир, став также крупным владельцем произведений Джеймса Уистлера и азиатского искусства, создал Галерею искусства Фрира, являющуюся в настоящее время частью Смитсоновского института в Вашингтоне, где можно увидеть многие произведения Дуайта Трайона.
Кроме собственно занятием живописью, Трайон преподавал в Колледже Смита с 1886 по 1923 годы. В конце своей жизни создал художественную галерею Tryon Gallery of Art. В 1908 году он был удостоен приза Carnegie Prize за свою работу «The Necklace» на выставке Carnegie Exhibition, проходившей в музее Carnegie Museum of Art.
Умер от рака 1 июля 1925 года в городе Дартмаус, штат Массачусетс.

Некоторые работы
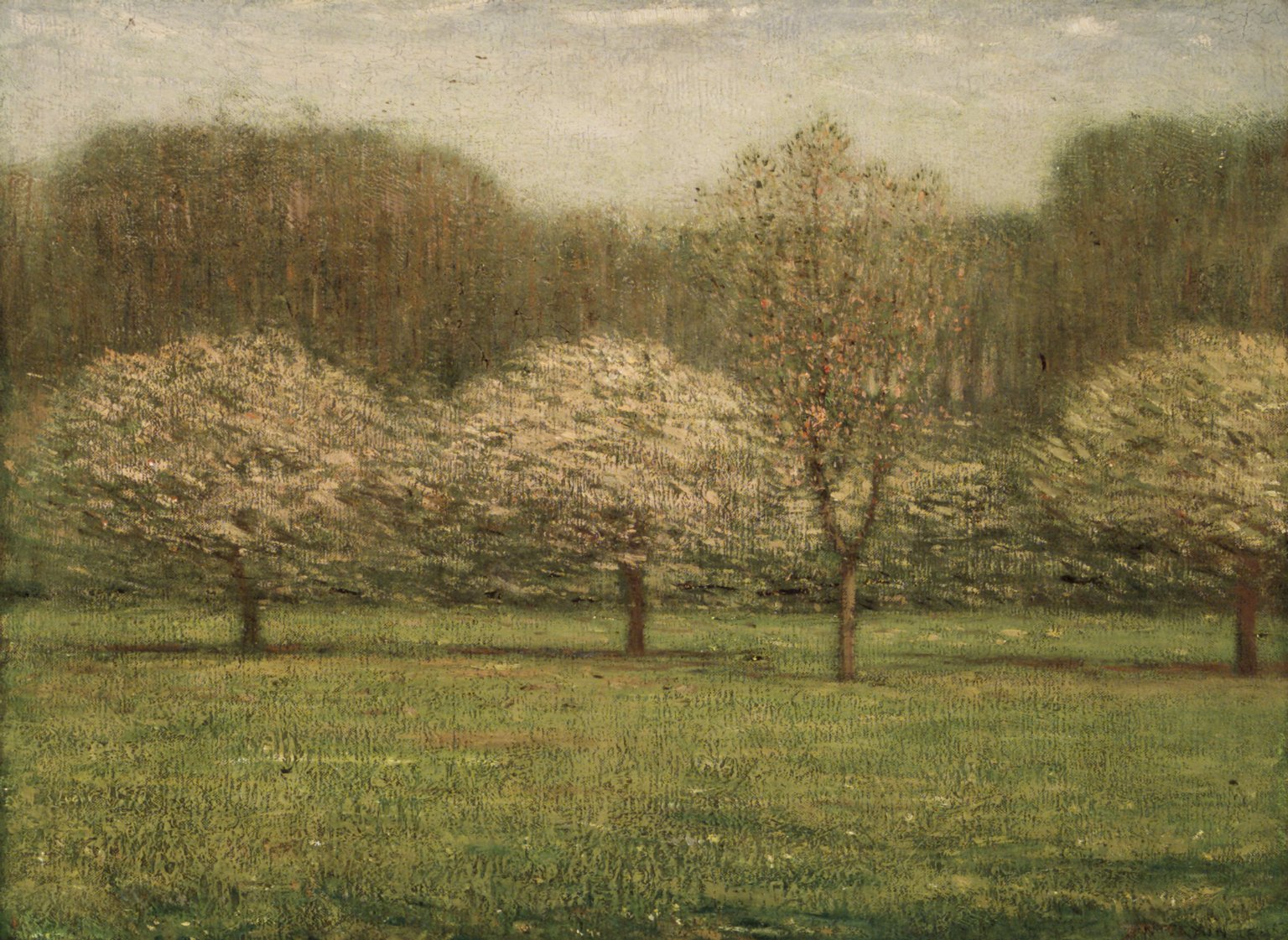
Apple Blossoms
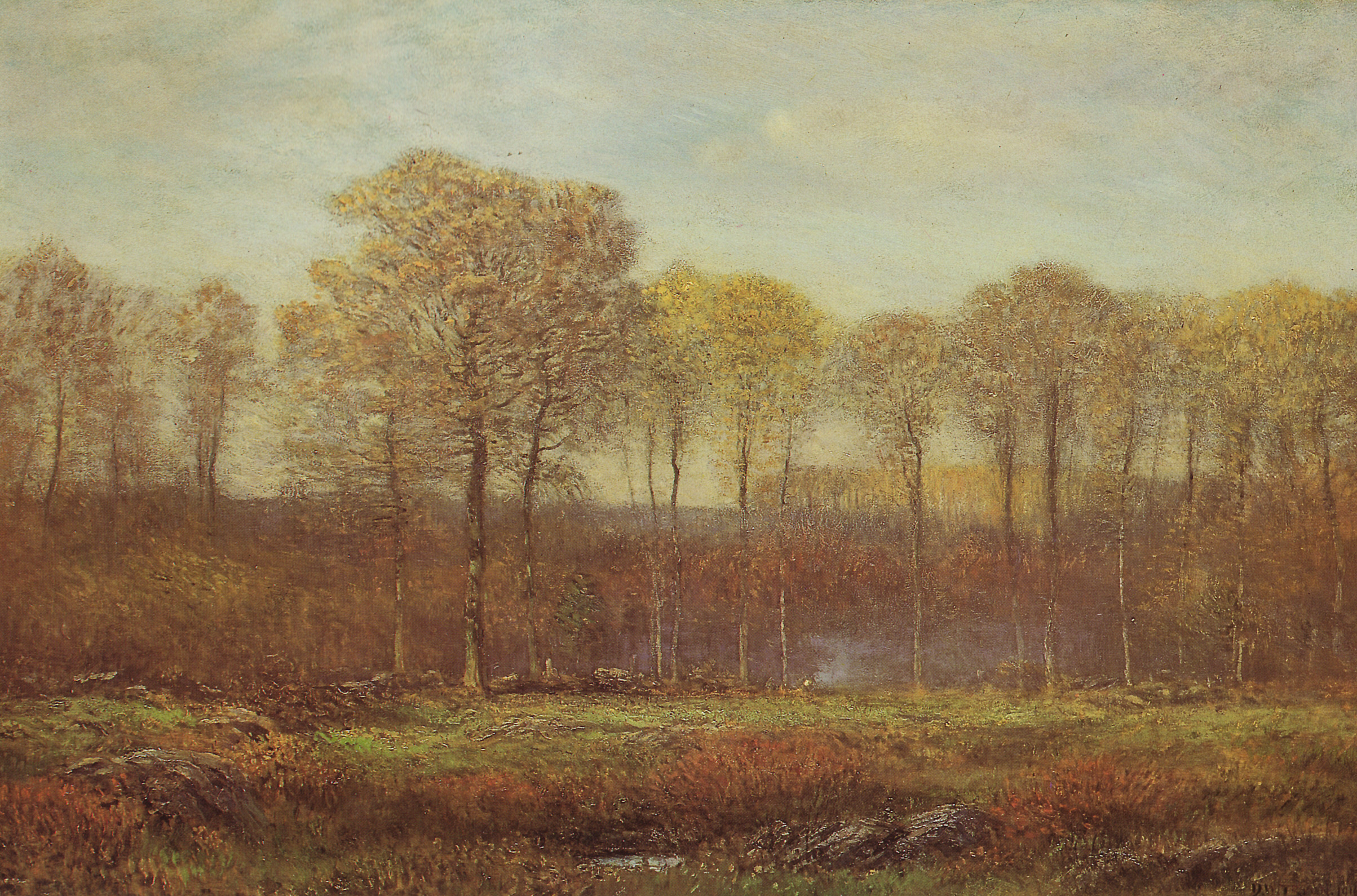
Autumn: New England
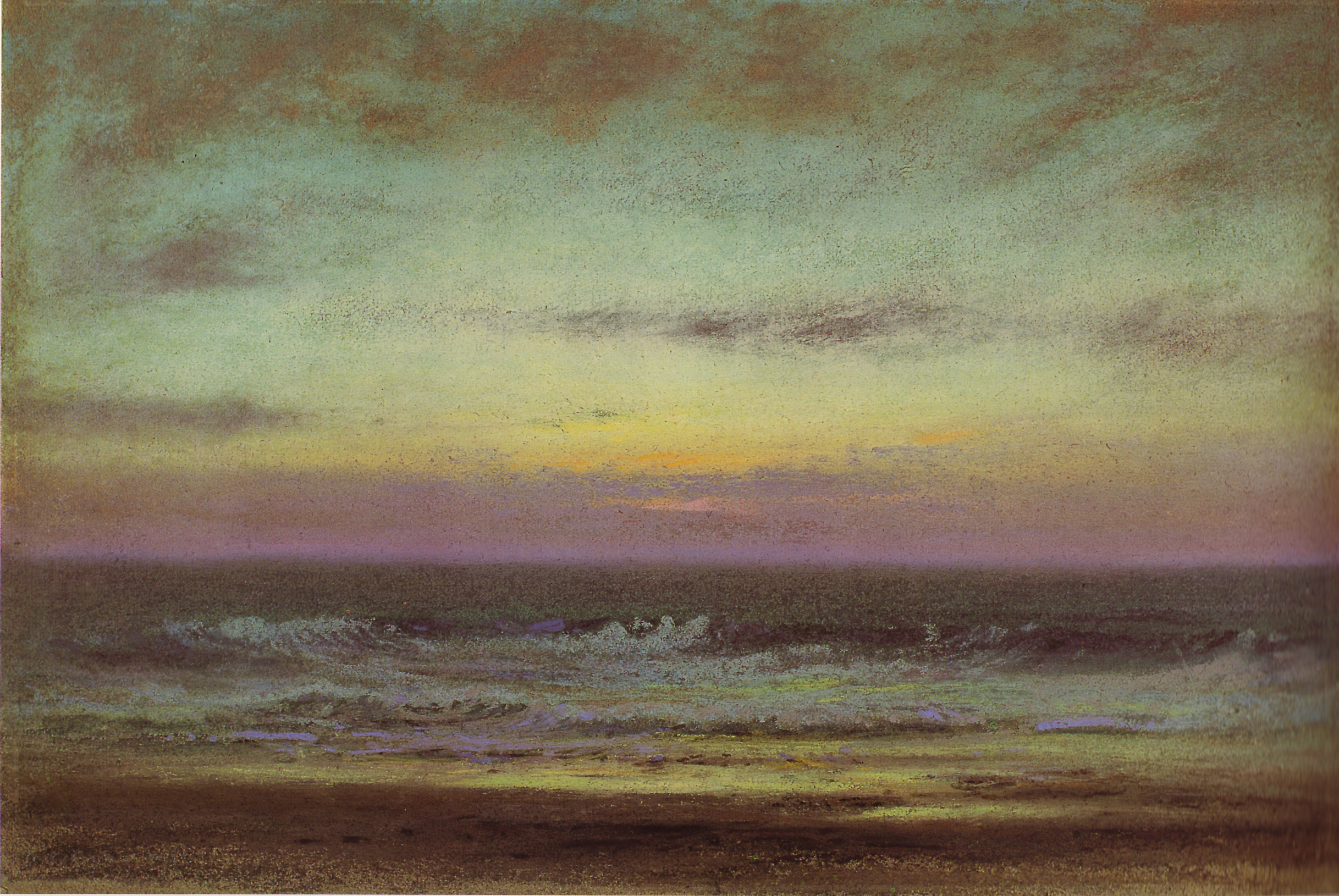
After Sunset: Looking East